# Hernandia nymphaeifolia
Hernandia nymphaeifolia är en tvåhjärtbladig växtart som först beskrevs av Presl, och fick sitt nu gällande namn av Kubitzki. Hernandia nymphaeifolia ingår i släktet Hernandia och familjen Hernandiaceae. Inga underarter finns listade i Catalogue of Life.